# Plestiodon gilberti
Espèce
Synonymes
- Eumeces gilberti Van Denburgh, 1896
- Eumeces gilberti rubricaudatus Taylor, 1936
- Eumeces gilberti placerensis Rodgers, 1944
- Eumeces gilberti cancellosus Rodgers & Fitch, 1947
- Eumeces gilberti arizonensis Lowe & Shannon, 1954
- Plestiodon gilberti arizonensis (Lowe & Shannon, 1954)

Statut de conservation UICN

 LC  : Préoccupation mineure
Plestiodon gilberti est une espèce de sauriens de la famille des Scincidae.

## Répartition

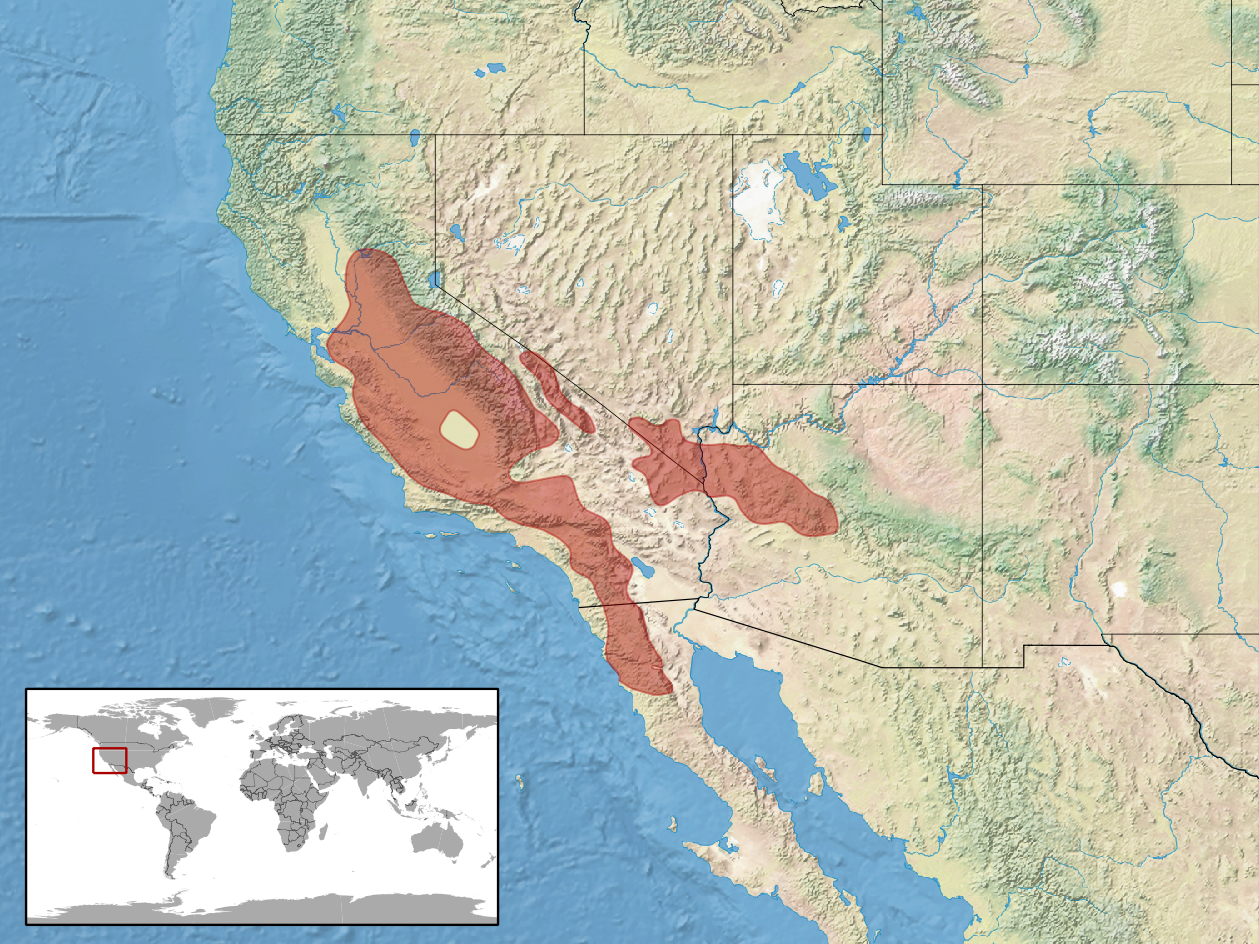
Répartition de l'espèce.

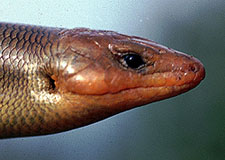

Cette espèce se rencontre :
- aux États-Unis en Californie, dans le sud du Nevada et dans l'ouest de l'Arizona ;
- au Mexique en Basse-Californie.

## Liste des sous-espèces
Selon The Reptile Database (17 décembre 2013) :
- Plestiodon gilberti cancellosus (Rodgers & Fitch, 1947)
- Plestiodon gilberti gilberti (Van Denburgh, 1896)
- Plestiodon gilberti placerensis (Rodgers, 1944)
- Plestiodon gilberti rubricaudatus (Taylor, 1936)

## Étymologie
Cette espèce est nommée en l'honneur de Charles Henry Gilbert.

## Publications originales
- Lowe & Shannon, 1954 : A new lizards (Genus Eumeces) from Arizona. Herpetologica, vol. 10, no 3, p. 185-187.
- Rodgers, 1944 : A New Skink from the Sierra Nevada of California. Copeia, vol. 1944, no 2, p. 101-104.
- Rodgers & Fitch, 1947 : Variation in the skinks (Reptilia: Lacertilia) of the skiltonianus group. University of California Publications in Zoology, vol. 48, no 4, p. 169-220.
- Taylor, 1936 "1935" : A taxonomic study of the cosmopolitan lizards of the genus Eumeces with an account of the distribution and relationship of its species. University of Kansas science bulletin, vol. 23, no 1, p. 1-643 (texte intégral).
- Van Denburgh, 1896 : Description of a new lizard (Eumeces gilberti) from the Sierra Nevada of California. Proceedings of the California Academy of Sciences, sér. 2, vol. 6, p. 350-352 (texte intégral).